# Trail of the Axe
Trail of the Axe è un film muto del 1922 diretto da Ernest C. Warde. Da un soggetto di Ridgwell Cullum, aveva tra gli interpreti Winifred Kingston e George Fisher. Il protagonista Dustin Farnum, popolare attore dell'epoca, fu anche il produttore della pellicola.

## Trama
Dave Malkern, che lavora come capo di una squadra di boscaioli, è assillato dai problemi: non solo non è sicuro di poter rispettare la scadenza di un contratto ma è preoccupato anche per l'atteggiamento che ha assunto suo fratello Jim. I comportamenti del giovane sono sempre più da irresponsabile, ha cominciato a bere e, sul lavoro, si dimostra totalmente inaffidabile nonostante i tentativi del fratello maggiore di riportarlo sulla retta via. Dave, pur essendo segretamente innamorato di Betty, la ragazza di Jim, tenta di usare anche la carta dell'amore per spingere il fratello a rimettersi in carreggiata, facendo leva sul sentimento che lega i due fidanzati. Ma Jim continua a comportarsi male tanto che, alla fine, il fratello è costretto a licenziarlo. Il giovane, rabbioso, giura di vendicarsi: il suo piano è quello di far saltare per aria la segheria con la dinamite. La riuscita dell'attentato costa quasi la vita di Dave, mentre tutti i boscaioli, furiosi, sono decisi a non farla passare liscia al dinamitardo, minacciando di linciarlo. Dave, per salvare il fratello, gli permette di fuggire. Dopo la sua fuga, Betty, rimasta sola, si rende conto della pochezza dell'amore di Jim, riconoscendo invece le solide virtù di Dave, meno appariscenti, ma molto più rassicuranti e autentiche.

## Produzione
Il film fu prodotto dalla Dustin Farnum Productions.

## Distribuzione
Distribuito dalla American Releasing Co., il film uscì nelle sale cinematografiche statunitensi il 23 luglio o il 21 agosto 1922.
Il film è stato distribuito in VHS dalla Facets Multimedia Distribution e dalla Grapevine Video.